# Солобковецький район
Солобковецький райо́н — колишній район Кам'янецької і Проскурівської округ, Вінницької і Кам'янець-Подільської (Хмельницької) областей.

## Історія
Утворений 7 березня 1923 року з центром у Солобківцях у складі Кам'янецької округи Подільської губернії з частин Солобковецької, Куявської, Дунаївецької і Мукарівської волостей.
19 листопада 1924 року:
- села Пакутинці і Черкасівка передані до складу Зіньковецького району;
- приєднані села Глушківці і Глушковецька слобідка Зіньковецького району.

1 липня 1930 року Кам'янецька округа розформована, район перейшов до Проскурівської округи.
15 вересня 1930 року після скасування округ підпорядковується безпосередньо Українській РСР.
27 лютого 1932 року увійшов до складу новоутвореної Вінницької області.
22 вересня 1937 переданий до складу новоутвореної Кам'янець-Подільської області.
4 лютого 1954 року Кам'янець-Подільська область перейменована на Хмельницьку.
Ліквідований у червні 1957 року, Солобківці ввійшли до складу Ярмолинецького району.